# Тито (филм)

## Синопсис
Филм је реализован "Поводом 85-годишњице рођења и 40-годишњице доласка на чело партије".